# The 20th Anniversary (álbum)
The 20th Anniversary é o álbum de compilação do grupo sul-coreano Sechs Kies. Foi lançado pela YG Entertainment em 28 de abril de 2017 em formato digital. Este álbum contém oito canções remasterizadas do grupo, o single "Three Words" lançado um ano antes e as faixas-título "Be Well" e "Sad Song", que alcançaram as posições de número um e catorze, respectivamente, na parada Digital semanal da Gaon, e o álbum em si, posicionou-se em número um na parada Albums da referida parada.
Em julho de 2017, The 20th Anniversary foi lançado no Japão contendo as canções "Three Words", "Be Well" e "Sad Song" em língua japonesa, o álbum foi lançado a fim de promover a estreia oficial do Sechs Kies no mercado de música do país. 

## Antecedentes e lançamento
Após o êxito da turnê Yellow Note realizada pelo Sechs Kies, o grupo anunciou em janeiro de 2017, os planos a fim de comemorar seu aniversário de vinte anos, e dentre eles estava incluso o lançamento de um álbum. Em 27 de abril de 2017, foram reveladas a lista completa de canções de The 20th Anniversary. O álbum inclui oito canções lançadas anteriormente pelo grupo que foram remasterizadas e rearranjadas pela equipe de produtores da YG Entertainment, além do single "Three Words" lançado em outubro de 2016, que tornou-se seu primeiro single após seu retorno oficial e as faixas-título do álbum, "Be Well" e "Sad Song".
A pré-venda de The 20th Anniversary ocorreu de 24 a 28 de abril de 2017. Sua edição em formato físico contém além do CD, um livro de fotos de duzentas páginas, dois cartões selecionados randomicamente e um poster. Em sua edição japonesa, seu lançamento ocorreu no formato de somente CD e de CD+DVD, contendo três vídeos musicais das canções lançadas pelo grupo em língua japonesa.

## Faixas
| N.º            | Título                        | Letras         | Música               | Arranjos       | Duração |  |
| 1.             | "Be Well" (아프지마요)        | Tablo          | Tablo, Future Bounce | Future Bounce  | 4:12    |  |
| 2.             | "Sad Song" (슬픈노래)         | Tablo          | Tablo, Future Bounce | Future Bounce  | 3:28    |  |
| 3.             | "Three Words" (세 단어)       | Tablo          | Tablo, Future Bounce | Future Bounce  | 4:03    |  |
| 4.             | "Heartbreak" (연정)           | Lee Seung-ho   | Yoon Il-sang         | Robin          | 3:19    |  |
| 5.             | "Reckless Love" (무모한 사랑) | Lee Seung-ho   | Yoon Il-sang         | Airplay        | 3:47    |  |
| 6.             | "Say"                         | Jang Dae-sung  | Kim Seok-chan        | Airplay        | 3:08    |  |
| 7.             | "Let U Go" (너를 보내며)      | Jang Dae-sung  | Kim Seok-chan        | Robin          | 3:55    |  |
| 8.             | "Come To Me Baby"             | Kim Young-a    | Kim Seok-chan        | Robin          | 3:22    |  |
| 9.             | "Bad Girl" (배신감)           | Lee Seung-ho   | Yoon Il-sang         | Robin          | 3:42    |  |
| 10.            | "Dear Love" (사라하는 너에게) | Jang Dae-sung  | Ma Gyung-shik        | Robin          | 3:57    |  |
| 11.            | "Together Forever" (그날까지) | Nana School    | Nana School          | Robin          | 4:17    |  |
| Duração total: | Duração total:                | Duração total: | Duração total:       | Duração total: | 41:09   |  |

| Faixas da edição japonesa |                                 |         |  |
| N.º                       | Título                          | Duração |  |
| 1.                        | "Be Well (versão japonesa)"     | 4:12    |  |
| 2.                        | "Sad Song (versão japonesa)"    | 3:28    |  |
| 3.                        | "Three Words (versão japonesa)" | 4:03    |  |
| 4.                        | "Heartbreak"                    | 3:19    |  |
| 5.                        | "Reckless Love"                 | 3:47    |  |
| 6.                        | "Say"                           | 3:08    |  |
| 7.                        | "Let U Go"                      | 3:55    |  |
| 8.                        | "Come To Me Baby"               | 3:22    |  |
| 9.                        | "Bad Girl"                      | 3:42    |  |
| 10.                       | "Dear Love"                     | 3:57    |  |
| 11.                       | "Together Forever"              | 4:17    |  |
| Duração total:            | Duração total:                  | 41:09   |  |

| DVD da edição japonesa |                                                 |         |  |
| N.º                    | Título                                          | Duração |  |
| 1.                     | "Be Well (versão japonesa)" (Vídeo musical)     |         |  |
| 2.                     | "Sad Song (versão japonesa)" (Vídeo musical)    |         |  |
| 3.                     | "Three Words (versão japonesa)" (Vídeo musical) |         |  |

## Desempenho nas paradas musicais
| Paradas (2017)                            | Melhor posição |
| ----------------------------------------- | -------------- |
| Coreia do Sul (Gaon Weekly Albums Chart)  | 1              |
| Coreia do Sul (Gaon Monthly Albums Chart) | 6              |

## Histórico de lançamento
| Região        | Data                | Formato              | Gravadora                  |
| ------------- | ------------------- | -------------------- | -------------------------- |
| Mundo         | 28 de abril de 2017 | Download digital     | YG Entertainment           |
| Coreia do Sul | 28 de abril de 2017 | Download digital     | YG Entertainment           |
| Mundo         | 2 de maio de 2017   | CD                   | YG Entertainment, KT Music |
| Coreia do Sul | 2 de maio de 2017   | CD                   | YG Entertainment, KT Music |
| Japão         | 19 de julho de 2017 | CD, download digital | YGEX, Avex Trax            |